# Corpus Evangelicorum
Corpus Evangelicorum – ciało reprezentujące protestantów Rzeszy Niemieckiej w parlamencie cesarskim. Formalnie utworzone w 1653 roku, istniało aż do rozwiązania Świętego Cesarstwa Rzymskiego w 1806 roku. Jego przewodniczącym był elektor Saksonii, niezależnie od faktu, że od 2 czerwca 1697 był on katolikiem (August II Mocny i jego następcy). Niezgodność tą próbowali wykorzystywać władcy Prus, aby odebrać elektorom saskim to stanowisko, m.in. w związku z ogłoszoną w 1717 konwersją późniejszego Augusta III z takim wnioskiem wystąpił do władców protestanckich Fryderyk Wilhelm I. Ostatecznie jednak przeważyła zgoda na utrzymywanie się dziwnego stanu rzeczy, w którym król Polski i katolik  przewodniczył protestantom w Sejmie Rzeszy. Zdecydowało o tym w dużej mierze poparcie cesarskie dla Augusta II, udzielone ze względów politycznych.
Katolicy Rzeszy zgrupowani byli w Corpus Catholicorum.